# João Sabino Mendes
João Sabino Mendes Neto Saraiva (sinh ngày 21 tháng 10 năm 1994) là một cầu thủ bóng đá người Bồ Đào Nha thi đấu cho U.D. Oliveirense ở vị trí tiền vệ.

## Sự nghiệp câu lạc bộ
Vào ngày 27 tháng 8 năm 2017, Mendes có màn ra mắt cho Oliveirense trong trận đấu tại LigaPro 2017–18 trước Famalicão.